# Kommunalvalen i Finland 1968
Kommunalval i Finland (dock inte Åland) hölls den 6 och 7 oktober 1968 för mandatperioden 1969-1972. Antalet röstberättigade var 2 949 032 och av dem deltog 2 267 770 eller 76,9 % i valet. Största parti blev socialdemokraterna, medan centern vann flest fullmäktigeplatser.
Kommunalvalen på Åland hade hållits 1967 och hölls nästa gång 1971.
Inga val hölls i kommunerna Aspö, Bergö, Honkilax, Iniö och Velkua då det fanns lika många godkända kandidater som valbara platser i fullmäktige, och samtliga kandidater utsågs till fullmäktigeledamöter utan omröstning genom så kallat sämjoval.

## Bakgrund
Valet förrättades i enlighet med kommunalvallagen som trädde i kraft 7 februari 1964. Rätt att ställa upp i valet med kandidater hade dels Finlands registrerade partier samt valmansföreningar. Minst 10 röstberättigade i en kommun krävdes för att bilda en valmansförening.

## Valresultat
Nedanstående resultat ger en total sammanställning av valen i hela Finland. För resultatet i varje kommun för sig, se respektive kommunartikel.

På grund av avsaknad av tillförlitlig statistik från Statistikcentralen var 1968 det första valet som redovisade komplett partitillhörighet för fullmäktigeplatser, varför det inte går att ta fram ändring i antalet mandat för många partier.
| Parti eller valmansförening | Parti eller valmansförening                            | Röster             | Röster       | Röster | Röster | Mandatfördelning | Mandatfördelning |
| Parti eller valmansförening | Parti eller valmansförening                            | Antal              | Röstskillnad | %      | +− %   | Antal            | +−               |
| --------------------------- | ------------------------------------------------------ | ------------------ | ------------ | ------ | ------ | ---------------- | ---------------- |
|                             | Finlands Socialdemokratiska Parti                      | 540 450            | −53 776      | 23,9   | -0,9   | 2 351            |                  |
|                             | Centern i Finland                                      | 428 841            | +15 280      | 19,0   | -0,3   | 3 533            |                  |
|                             | Demokratiska förbundet för Finlands folk               | 382 882            | −87 668      | 17,0   | -5,0   | 1 770            | -647             |
|                             | Samlingspartiet                                        | 364 428            | +151 050     | 16,1   | +6,2   | 1 388            |                  |
|                             | Finlands landsbygdsparti                               | 165 139            | +134 456     | 7,3    | +5,9   | 910              |                  |
|                             | Svenska folkpartiet                                    | 126 902            | +6 042       | 5,6    | 0,0    | 754              |                  |
|                             | Liberala folkpartiet                                   | 123 793            | +44 224      | 5,5    | +1,8   | 309              |                  |
|                             | Arbetarnas och småbrukarnas socialdemokratiska förbund | 40 203             | −23 145      | 1,8    | -1,2   | 137              |                  |
|                             | Okända socialistiska valmansföreningar                 | 849                | Ny           | 0,0    | Ny     | 5                | Ny               |
|                             | Övriga socialistiska valmansföreningar                 | 518                | +202         | 0,0    | 0,0    | 8                | +6               |
|                             | Okända icke-socialistiska valmansföreningar            | 20 833             | Ny           | 0,9    | Ny     | 134              | Ny               |
|                             | Övriga icke-socialistiska valmansföreningar            | 42 565             | −174 170     | 1,9    | -8,2   | 195              |                  |
|                             | Fristående valmansföreningar                           | 20 088             | +19 254      | 0,9    | +0,9   | 172              | +167             |
| Antal giltiga röster        | Antal giltiga röster                                   | 2 257 491          | +116 779     | 100,0  |        | 11 666           | -465             |
| Ogiltiga röster             | Ogiltiga röster                                        | 10 279             |              |        |        |                  |                  |
| Totalt                      | Totalt                                                 | 2 267 770 (76,9 %) |              |        |        |                  |                  |